# Гути (станція)
Гу́ти — тупикова залізнична станція 5-го класу Сумської дирекції Південної залізниці на відгалуженій лінії Богодухів — Гути від магістральної лінії Суми — Харків. З магістральною лінією перетинається біля станції Богодухів. Розташована в однойменному селищі Богодухівського району Харківської області.

## Пасажирське сполучення
Раніше на станції зупинялися рейкові автобуси сполученням Люботин — Гути — Тростянець-Смородине. Наразі пасажирське сполучення припинене на невизначений термін.